# Union (contea di Lebanon)
Union è una township degli Stati Uniti d'America, nella contea di Lebanon, nello Stato della Pennsylvania.